# Louis-Ferdinand Despreez
Louis-Ferdinand Despreez (pseudonyme littéraire), né en 1955 au Transvaal, est un haut fonctionnaire et un écrivain sud-africain.

## Biographie
Il est le descendant d'huguenots français immigrés en Afrique du Sud après la révocation de l'édit de Nantes en 1685. Il est d'expression anglaise mais parle et écrit en français : « Comme ce que j'écris dans mes romans n'est ni correct ni convenable, il m'a semblé que le français me permettrait d'aller beaucoup plus loin dans mes imprécations. L'argot français permet de mettre de la distance entre les mots et les situations. » Toutefois, ses romans consignent de nombreux termes d'argot zoulou dont il est le plus souvent proposé une équivalence en appendice.
Membre de l'African National Congress, il a travaillé à partir de 1994 pour Commission de vérité et de réconciliation et peut-être pour des services d'espionnage. Il considère son activité d'écriture comme « fortement incompatible avec ses autres activités » et doit respecter un rigoureux devoir de réserve, ce qui explique l'usage d'un pseudonyme.

## Romans
- La Mémoire courte, 2006 (roman)  (ISBN 2-7578-0466-9) Points
- Le Noir qui marche à pied, 2008 (roman)  (ISBN 2-7529-0331-6) Phébus, 221 pages. Deuxième opus des aventures du surintendant Zondi du South African Police Service de Pretoria

- La Toubabesse, 2016 (roman)  (ISBN 2-7291-2272-9)

- Bamboo Song : le plénipotentaire du vent, 2021 (roman)

Éditions du Canoë, 2021
- Le taureau de La Havane , 2023 (roman) Édition du Canoë